# Tamara Loos
Tamara Loos (Zagreb, 19. svibnja 1986.) hrvatska je glumica i radijska voditeljica. Od 2023. godine radi kao voditeljica emisije Ples sa zvijezdama na Novoj TV.

## Filmografija

### Voditeljske uloge
- "Ples sa zvijezdama" kao voditeljica emisije (s Igorom Mešinom) (2023.)
- "Poprock.Hr" kao voditeljica emisije (2018. – 2021.)
- "HRT Top 20" (2017. – 2018.)
- "Mijau vau" (2011.)
- "Vip Music Club" (2010.)
- "Nulti sat" (2007.)
- "Briljanteen" (2003. - 2004.)[1]
- "Učilica", "Veliki odmor"[2]

### Televizijske uloge
- "Horvatovi" kao radijska voditeljica (2015.)
- "Pod sretnom zvijezdom" kao Silvija Vrban (2011.)

### Sinkronizacija
- "Čudesan svijet" kao radijska voditeljica (2022.)

## Vanjske poveznice
- Tamara Loos u internetskoj bazi filmova IMDb-u (engl.)